# Квартира 1303
«Квартира 1303» (англ. Apartment 1303) — фильм ужасов режиссёра Атару Оикава, рассказывающий современную историю о призраке, который вмешивается в отношения матери и дочери, превращая их жизнь в кошмар.
В 2012 году снят американо-канадский ремейк фильма.

## Сюжет
Девушка, сняв комнату на 13-м этаже токийского отеля под номером 1303, вскоре выбрасывается из окна. Её сестра не верит в версию о самоубийстве и решает самостоятельно заняться расследованием этого дела. Она узнаёт страшную историю о прошлом этой комнаты: несколько лет назад в ней дочь убила свою мать и сама покончила с собой, выбросившись из окна, и все следующие постояльцы комнаты 1303 заканчивали жизнь подобным образом.
У самой героини портятся отношения с матерью, после чего она начинает видеть призраков погибших.

## В ролях
| Актёр           | Роль             |
| --------------- | ---------------- |
| Норико Накагоси | Марико           |
| Арата Фурута    | детектив Сакурай |
| Эрико Хацунэ    |                  |
| Юка Итая        |                  |
| Наоко Отани     |                  |
| Аки Фукада      |                  |
| Тосинобу Мацуо  |                  |